# Morus bassanus
La sula bassana (Morus bassanus Linnaeus, 1758) è un grande uccello marino della famiglia delle sule, tra cui si trovano la sula piedi azzurri e la sula fosca.

## Aspetto fisico
La sula bassana è un uccello marino dal corpo affusolato, con ali strette e un becco a punta leggermente ricurvo; la sua struttura corporea è perfettamente adatta per tuffi e immersioni. Ha un piumaggio di colore bianco immacolato, con le punte delle ali nere.
Gli occhi sono grigio-azzurri e circondati da pelle nuda e nera.
La sula bassana è lunga 80–90 cm, ha un'apertura alare di 170–185 cm e pesa 2–3 kg. 
Durante l'allevamento dei pulcini, la testa e il collo diventano di un colore giallo pallido. 
Ha sacche aeree da diverticoli bronchiali.
Da evidenziare sono gli adattamenti al suo particolare stile di vita:
- Visione binoculare
- Collo estremamente lungo
- Narici esterne chiuse, ma presenza di narici secondarie ai lati della bocca, capaci di chiudersi automaticamente a contatto con l'acqua.
- Colore bianco, caratteristica questa infrequente negli uccelli marini, poiché la pigmentazione si pensa serva ad aumentare la resistenza all'abrasione da parte del sole e del sale. Darwin affermò che questa colorazione era un attrattante, col fine di segnalare la propria posizione alle altre sule per indicare la posizione dei banchi di pesci. Quando molte sule si tuffano in acqua su un banco si ha infatti confusione tra i pesci, che combinata con la fatica, rende massimale la loro cattura da parte delle sule.
- Strato di grasso sottocutaneo per i lunghi periodi di digiuno, e inoltre per aumentare il peso e affondare maggiormente in acqua.
- Cranio molto spesso e sacche aeree (diverticoli bronchiali) per attutire l'impatto con l'acqua.

## Comportamento e abitudini

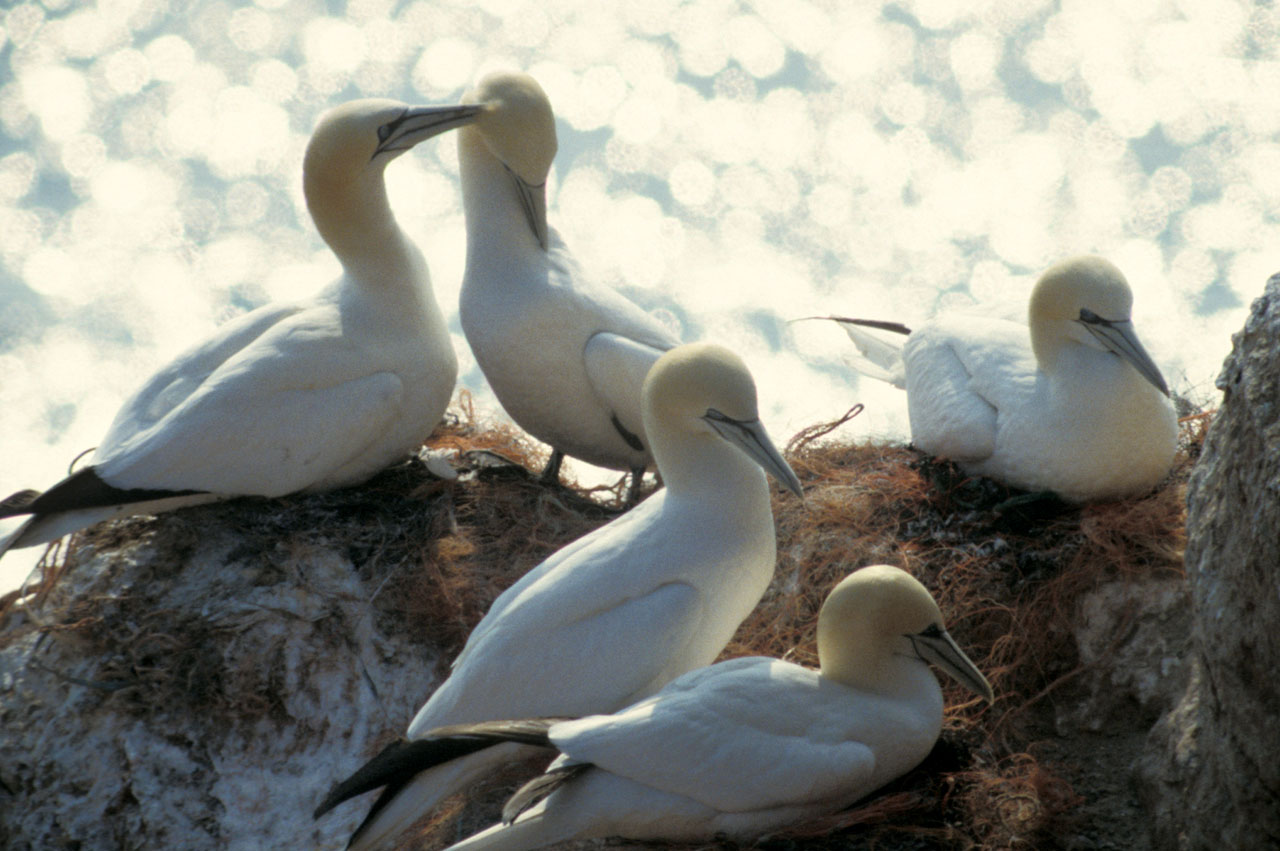
Colonia di sule

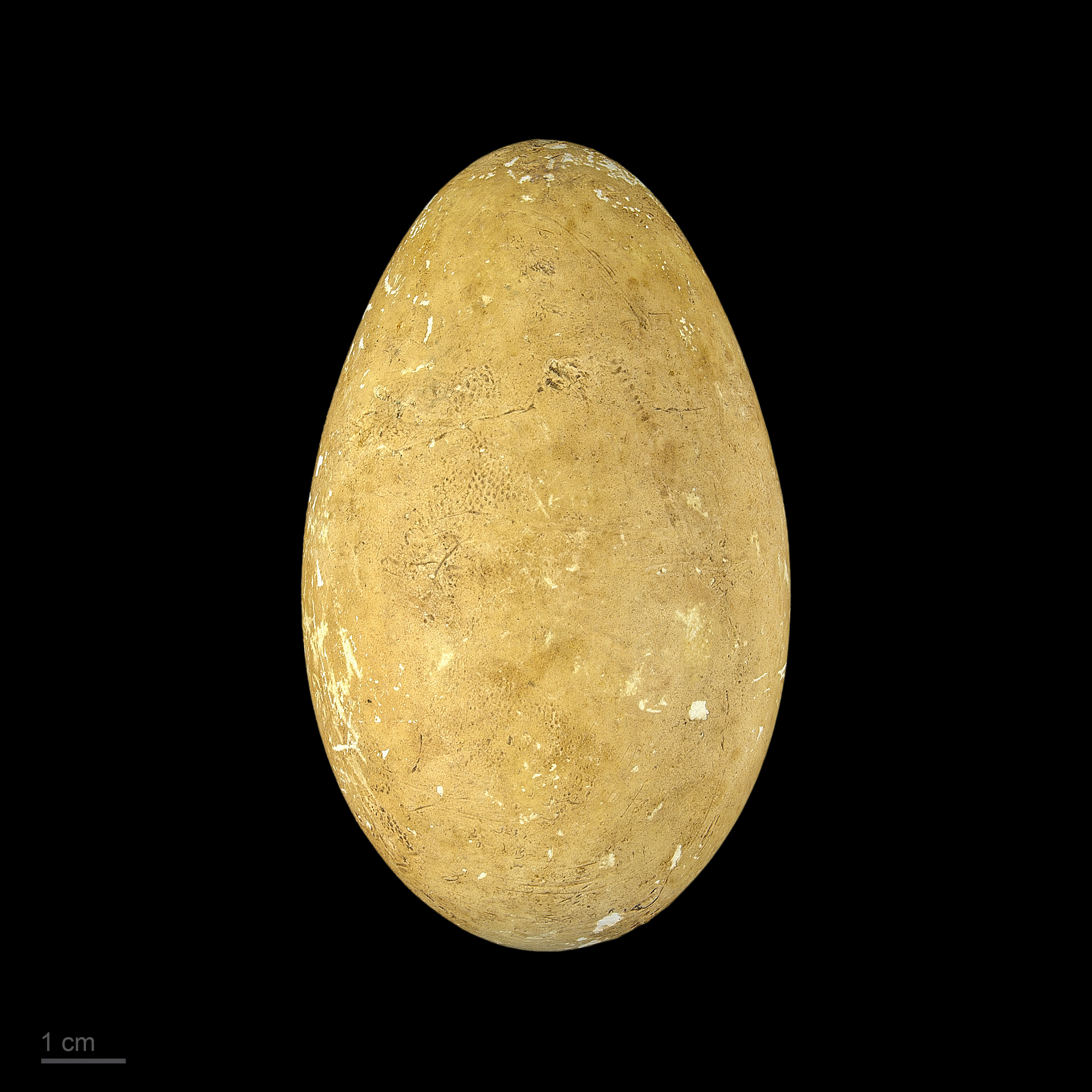
Morus bassanus

La sula è un uccello migratore; la maggior parte dell'inverno lo trascorre in mare, dirigendosi verso l'Atlantico del sud. 
Questi uccelli sono tuffatori spettacolari: possono lasciarsi cadere da 50 metri di altezza o volare in picchiata a 100 km/h per raggiungere la preda.
Quando si tuffa (arrivando generalmente a 3-5 metri sotto la superficie con la sola spinta del tuffo, e poi potendo nuotare in basso fino a 10-12 metri) stringe le ali al corpo ripiegandole all'indietro assumendo la forma di freccia, da cui appunto prendeva il nome celtico.
La sula si nutre di piccoli pesci e granchietti che pesca in volo radente dai banchi che stanno in superficie. 
Anche se la popolazione di sule bassane è ora numerosa, questi uccelli rischiarono l'estinzione all'inizio del ventesimo secolo, con la caccia, la distruzione dell'habitat e la predazione delle loro uova da parte dei ratti.
Questo uccello nidifica in colonie numerosissime dove fa ritorno ogni anno; i nidi, molti e molto vicini, sono posti su scogliere o isole rocciose. 
Area di foraggiamento di 62 km.

## Habitat

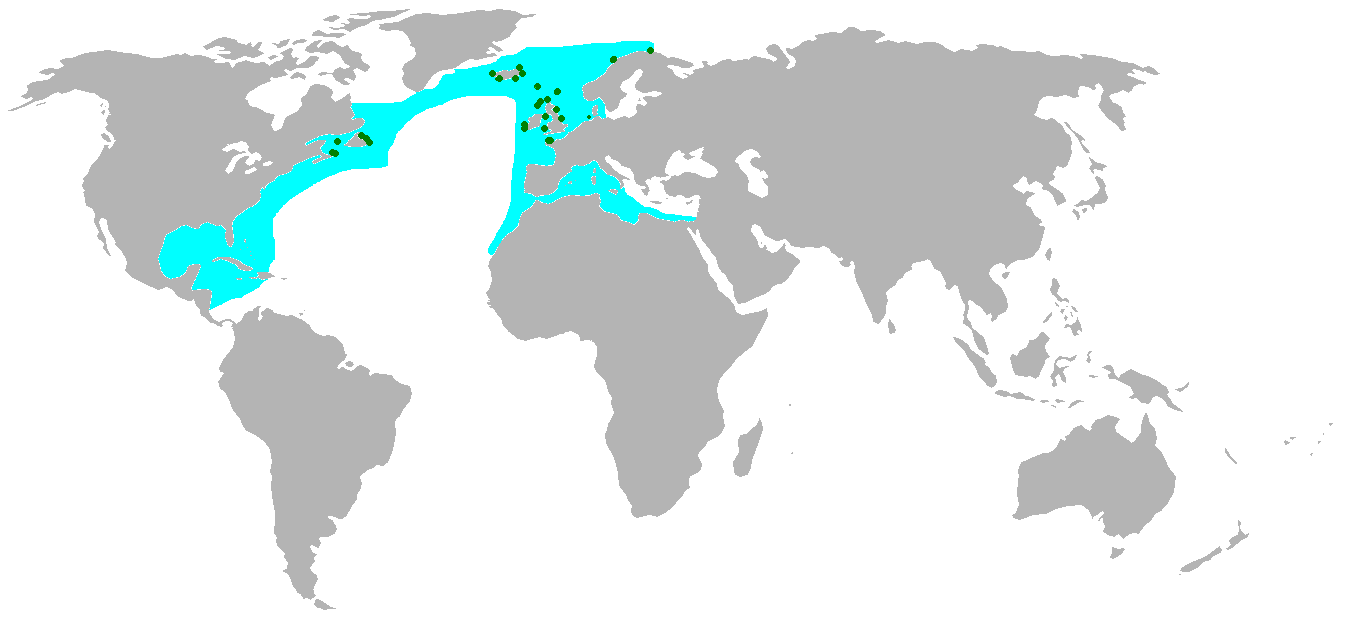
Areale della sula bassana

L'areale della sula è l'Atlantico del nord, comprese le coste del Canada, degli Stati Uniti, della Scandinavia e dell'Africa del Nord. 
Fanno il nido nelle scogliere vicino all'oceano o sulle piccole isole rocciose. 
Le più grandi colonie di questo uccello, con oltre 60.000 esemplari, si trovano sull'isola di Bonaventure, in Canada (Quebec), e in Gran Bretagna (dove si trovano il 70% delle sule bassane del mondo) sull'isola di Boreray e su quella di Bass Rock, che ha dato il nome alla specie.

### Presenza in Italia
La sula bassana viene considerata presente in Italia come migratrice e svernante, nonché come nidificante irregolare.
Dal 2011 sono presenti almeno due esemplari di sula bassana nel mare di Portovenere (La Spezia). La coppia di Portovenere ha nidificato con successo nel 2013 e nella primavera del 2014 è ritornato anche il nidiaceo del 2013. La nidificazione è continuata nel 2015 e nel 2016.
Nel gennaio 2017 sono stati avvistati diversi esemplari al largo di Castel Volturno, nel Casertano.
Nel 2021 l'avvistamento di una sula al largo del confine italo-sloveno
Nel 2023 è presente un esemplare di sula bassana sulle coste di Monte Argentario, nel Grossetano.

## Riproduzione

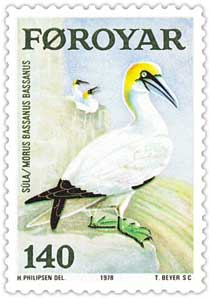
Sula bassana in un francobollo delle Isole Fær Øer, 1978.

La sula forma coppie fisse, che durano anche tutta la vita. Nella stagione riproduttiva, la femmina depone un solo uovo, di colore celeste, che viene covato da entrambi i genitori.

La sula bassana difende il nido con aggressività, non esitando a colpire altri individui con forti beccate.
I piccoli, di colore marrone, lasciano il nido a 3 mesi e emigrano senza i genitori.
Raggiungono la maturità dopo cinque anni.